# Union de la jeunesse républicaine biélorusse

Emblème du BRSM

L'Union de la jeunesse républicaine biélorusse (BRSM) (Biélorusse : Беларускі Рэспубліканскі Саюз Моладзі, russe : Белорусский республиканский союз молодежи, БРСМ) est un mouvement de jeunesse de la Biélorussie, pays d'Europe de l'Est. Les objectifs du BRSM sont la promotion du patriotisme et la transmission de valeurs morales dans la jeunesse biélorusse, à travers des loisirs tels que des activités de campement, du sport ou des visites de mémoriaux. L'organisation, qui est née de la fusion d'autres groupes de jeunesse en 2002, est très semblable à la jeunesse communiste soviétique, et est à ce titre baptisée « Loukamol » par ses détracteurs en raison de ses points communs avec les anciens komsomols soviétiques. Constituant l'une des rares organisations de jeunesse à l'intérieur de la Biélorussie, elle en est l'une des plus importantes et reçoit beaucoup de soutien de la part du gouvernement de Biélorussie. Mouvement fidèle au gouvernement, elle fut accusée d'employer des méthodes de coercition dans ses campagnes de recrutement de membres, et d'être un outil de propagande du gouvernement Loukachenko. Aujourd'hui, certains membres du BRSM accompagnent les forces de l'ordre dans leurs patrouilles.